# Paul Viktor Anefelt
Paul Viktor Anefelt, född 29 maj 1900 i Stockholm, död 1 november 1985 i Stockholm, överstelöjtnant i Frälsningsarmén (FA), sångförfattare, kompositör, hymnologisk forskare och författare. 
Han var "gossmusikant" i Frälsningsarmén 1910 och blev hornmusikant 1916. 1917-1918 var han stabsmusikant. Han utbildade sig till officer 1919, varefter han var assistent vid sex kårer och kårledare vid 16 kårer. 1931-1933 var Paul dirigent för FA:s stabsmusikkår och 1942-1957 var han chef för FA:s musikavdelning. Han hade, när sånghäftet "Högt skall sången brusa" gavs ut 1949, komponerat ett fyrtiotal sånger och finns representerad i Frälsningsarméns sångbok 1990 (FA90) (nr 437, 726, 816) och i Frälsningsarméns sångbok 1968 (FA68).

## Psalmer
- Ditt ord är mina fötters lykta (FA90 nr 816) bearbetat psaltartext och tonsatt 1936.
- Du som bär på syndens tunga börda (FA68 nr 15) text och tonsatt 1928.
- O Herre, kom, som du kom i fordom tid (FA68 nr 208/FA90 nr 437) text och tonsatt juni 1944.
- Själavinnarens lott är den bästa (FA68 nr 484) tonsatt 1949.
- Säg, är han kommen hit till vår jord (FA68 nr 585/FA90 nr 726) text och tonsatt 1937.
- Vid korset böjd jag vill i bön nu bida (FA68 nr 260) text och tonsatt påsken 1938.